# Alexander Smakula
Alexander Smakula (ukrajinsky Олександр Теодорович Смакула, rusky Александр Теодорович Смакула) (9. září 1900 Dobrovody, Rusko, dnešní Ukrajina – 17. května 1983 Auburn, Massachusetts, USA) byl ukrajinský fyzik známý především jako objevitel antireflexního pokrytí optických čoček.

## Životopis
Narodil se ve vesnici Dobrovody v Ternopilské oblasti v rolnické rodině. Po ukončení studia na gymnáziu v Ternopilu se zapsal na univerzitu v Göttingenu, kterou vystudoval roku 1927. Poté pracoval jako asistent profesora Pohla. Po krátkém pobytu na univerzitě v Oděse se vrátil do Německa, kde zastával místo vedoucího optické laboratoře v Heidelbergu. Od roku 1934 pracoval ve firmě Carl Zeiss v Jeně. V té době, v roce 1935, vynalezl a patentoval princip antireflexního pokrytí čoček, jenž se poté ukázal jako významné vylepšení mnoha optických zařízení.
Po skončení 2. světové války odešel do USA, kde nejdříve pracoval ve Virginii na výzkumu materiálů pro infračervené technologie. Roku 1951 přijal nabídku profesorského místa na Massachusettském technologickém institutu (MIT), kde se zabýval zejména výzkumem krystalů. Zemřel 17. května 1983 v Auburnu.

## Ocenění
- Cena za kulturu Německé fotografické společnosti